# 夜十神封魔
夜十神封魔（日语：／ Yatogami Fuma），是Holostars所属的一位日語虚拟主播，於2022年3月29日出道。

## 人物概述
夜十神封魔是Holostars UPROAR!!的成員。角色設定為，喜歡甜食、遊戲、聊天的妖怪萬屋，以萬事屋的身份接受委託，成立了「UPROAR!!」。
夜十神封魔的角色設計者為。直播內容以遊戲、歌唱與雜談為主。

## 活動歷史
2022年3月19日 Holostars在「Hololive SUPER EXPO 2022」上展出了新組合「UPROAR!!」的宣傳 PV 與等身大立牌，同步在官方推特上釋出四人的簡介資料。同年3月29日，夜十神封魔於YouTube上正式出道。
2022年8月6日，夏日服裝發布。同年11月25日，公布3D模型並进行直播。
2023年1月2日，正月服裝發布。

## 參與活動

### holostar 全體直播
- HOLOSTARS 5th Anniversary Live -Movin’ On!-（日语：HOLOSTARS 5th Anniversary Live -Movin’ On!-）（2023年6月8日）[12][13]

### holostar UPROAR!! 直播
- holostar UPROAR!! 一周年紀念 Live（2023年3月31日）[14][15]

### 其他活動
- Jump UPROAR!!（ジャンプアップロー‼）[16][17][18]

## 音樂作品

### 個人
|      | 發布日期     | 樂曲名稱  | 數位媒體規格產品編號 | 備註          |
| ---- | ------------ | --------- | -------------------- | ------------- |
| 單曲 |              |           |                      |               |
| 1    | 2023年4月1日 | about you | CVRD-276             | [ 19 ] [ 20 ] |

## 外部連結
- 夜十神封魔在hololive的官方主頁 （日語）
- YouTube上的Fuma Ch. 夜十神封魔 - UPROAR!! -頻道（英文）
- 夜十神封魔的X（前Twitter）